# Séisme du 6 avril 1667 à Dubrovnik

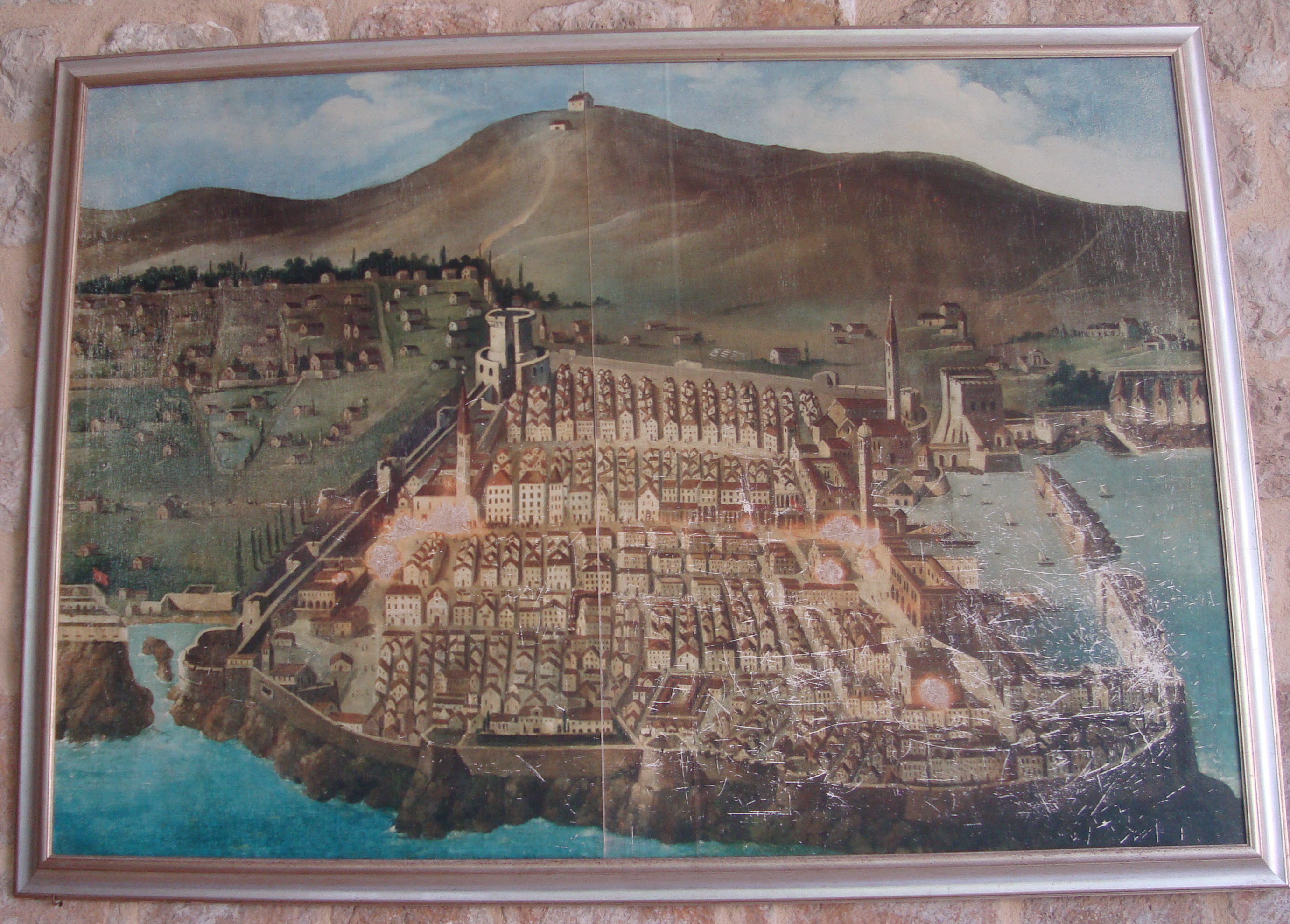
Tableau de Dubrovnik avant le séisme.

Le séisme de 1667 à Dubrovnik est l'un des plus violents qui ait frappé les territoires de l'actuelle Croatie.
Le séisme détruit la majeure partie de la cité, alors capitale de la république de Raguse, et cause la mort d'environ 5 000 personnes. Il précipite le déclin de la république de Raguse.

## Description
De nombreux bâtiments de la ville furent réduits en ruines. Les quelques rares édifices restés debout subirent des dommages importants. On estime que les causes principales de la grande destruction furent deux facteurs. D’abord les séismes précédents (1520 et 1639) qui fragilisèrent déjà les bâtiments. Ensuite le matériau de construction utilisé, ciment préparé à l’aide d’eau saumâtre et d’eau de mer, était peu adapté à la situation. Le palais du recteur, la salle du conseil majeur, le palais Sponza, le collège des Jésuites et son église subirent tous de graves dommages. Tous les bâtiments bordant le Stradun, rue principale de la ville, furent détruits et le passage dans la rue bloqué par des décombres. Bien que l’église franciscaine et le couvent n’aient pas été détruits par le tremblement de terre, l’incendie qu’il provoqua l’acheva ainsi que sa grande bibliothèque. 
La ville fut reconstruite dans le style baroque qui survécut intact jusqu’à ce jour. Malgré la reconstruction, le séisme fut un tournant dans l’histoire de Raguse et des autres ports de l’Adriatique. Il marque le déclin de la Méditerranée en tant que plaque tournante du commerce. Dubrovnik, comme d’autres ports, fut en déclin constant.
Selon l’historien Robin Harris, le tremblement de terre a tué environ 2 000 habitants de la ville et jusqu’à 1 000 dans le reste de la république. Parmi les morts se trouvaient le Recteur et la moitié des membres du Grand Conseil. Les effets du tremblement de terre ont également entraîné la perte de la moitié de l'aristocratie locale.